# Issa Ba
Issa Ba (ur. 7 października 1981 roku w Dakarze) – senegalski piłkarz grający na pozycji pomocnika. Oprócz senegalskiego posiada również francuskie obywatelstwo.

## Życiorys
Karierę zaczynał w 1998 roku w ASF Police. W 2000 roku został piłkarzem Laval. W klubie tym występował przez cztery sezony. Wystąpił w 88 spotkaniach i zdobył 11 bramek. W 2004 roku został piłkarzem LB Châteauroux. W klubie tym w latach 2004-2006 rozegrał 58 spotkań zdobywając 12 bramek. Następnym klubem w jego karierze był AJ Auxerre. Do którego trafił w 2006 roku. przez kolejne trzy lata był piłkarzem tego klubu. Zagrał tam w 24 spotkaniach ligowych nie zdobywając żadnego gola.
Po odejściu z Auxerre menadżer zawodnika umożliwił mu treningi w hiszpańskim klubie Terrasa FC. Ba trenował tam przez trzy miesiące, miał propozycję podpisania kontraktu z tym klubem, ale się na to nie zdecydował ponieważ nie chciał grać w tak niskiej klasie rozgrywkowej.
10 lutego 2010 roku został piłkarzem Wisły Kraków, w której grał z numerem 80. W sezonie 2010/2011 grał w FCM Târgu Mureș, a w 2012 roku przeszedł do Gaz Metan Mediaș. Następnie został zawodnikiem Dinama Bukareszt, który reprezentował do początku 2013 roku. W sezonie 2014/2015 grał w rodzimym ASC Diaraf, a w 2015 przeszedł do kuwejckiego Al-Shabab Al-Ahmadi.

## Reprezentacja
W 2000 roku zadebiutował w reprezentacji narodowej. Wystąpił w 21 spotkaniach kadry Senegalu zdobywając jedną bramkę.